# ディケンズ・フェロウシップ日本支部
ディケンズ・フェロウシップ日本支部（ディケンズ・フェロウシップにほんしぶ）は、英国ヴィクトリア朝の小説家チャールズ・ディケンズの人と作品を愛する人々のために設立された同好会で、本部はロンドンにある。日本支部は1970年12月23日に設立され、ロンドン本部より東京支部として認められた。日本に住むディケンズの研究者および愛好者によって組織され、全国大会および研究会、機関誌の発行、その他の事業を行なっている。一義的には同好会（フェロウシップ）であるが、学術を追求する学会としての側面も持っており、その学術的実績は著しく、日本のディケンズ研究を牽引してきた。
設立当初より「東京支部」として活動してきたが、2000年7月に「日本支部」に登録変更がなされた。

## 歴代日本支部長
- - 宮崎孝一 （1970年12月～1990年10月）
  - 小池滋 （1990年10月～1999年10月）
  - 西條隆雄 （1999年10月～2002年10月、以後任期3年）
  - 西條隆雄 （2002年10月～2005年10月）
  - 原英一 （2005年10月～2008年10月）
  - 原英一 （2008年10月～2011年10月）
  - 佐々木徹 （2011年10月～2014年10月）
  - 佐々木徹 （2014年10月～2017年10月）
  - 新野緑 （2017年10月～ 2020年10月）
  - 松本靖彦 （2020年10月～ 2023年10月）